# Ghelpach
Il Ghelpach è un torrente dell'Altopiano dei Sette Comuni, che dà il nome all'omonima valle. Esso nasce dalle pendici occidentali del Monte Ongara e dopo aver attraversato i paesi di Gallio, Asiago e Canove, sfocia nel torrente Assa, in Val d'Assa.

## Il nome
Il nome del torrente è in lingua cimbra ed in italiano significa torrente di Gallio.

## Caratteristiche
Il torrente Ghelpach è il relitto di un antico scaricatore glaciale, ora alimentato dall'acqua contenuta nell'apparato morenico e nel cono proglaciale della lingua della Val di Nos, e lungo il suo alveo esistono inghiottitoi in parte ancora parzialmente otturati. A valle di Asiago, nella zona Stiklava, l'alveo è generalmente inattivo ma il torrente postglaciale, prima di seccarsi, è stato in grado di erodere gran parte dei depositi superficiali. Il torrente sparisce infatti inghiottito nel sottosuolo carsico dell'Altopiano.
Nel 2009, per studiare il bacino idrico del Ghelpach e determinare la zona di fuoriuscita delle sue acque, docenti del Politecnico di Torino e dell'Università di Firenze avevano immesso, nel punto in cui l'acqua veniva inghiottita dal sottosuolo, 20 kg di tracciante artificiale Tinopal CBS-X del quale però se ne era persa totalmente traccia. Ciò aveva fatto supporre che il colorante si fosse disperso in un bacino idrico sotterraneo dell'ordine di milioni di metri cubi. L'anno seguente tuttavia, un nuovo esperimento ha individuato nelle sorgenti delle Grotte di Oliero, le più importanti sorgenti valchiusane d'Europa, l'emissione delle acque del Ghelpach: tra il punto d'immissione del tracciante e l'uscita nell'Oliero ci sono circa 11 km che l'acqua contaminata dalla fluorescina ha percorso in circa una settimana.

## Esondazioni
Il torrente è esondato ad Asiago durante l'Alluvione del 4 novembre 1966 e la notte del 23 giugno 2024.